# Departament de Montecarlo
Montecarlo és un dels disset departaments en els quals es divideix la província de Misiones, a l'Argentina.
Limita amb els departaments d'Eldorado, Guaraní, Libertador General San Martín, San Pedro i la República del Paraguai.
El departament té una superfície de 1770 km², equivalent a 5,95 % del total de la província. La seva població és de 38.317 hab. (2022 INDEC).

## Municipis

### Montecarlo
És la capçalera (capital) del departament, del mateix nom. Ubicat al centre.

### Caraguatay
Ubicat a la part sud del departament.

### Puerto Piray
Ubicat a la part Nord del departament.